# Susan Peters (actrice nigériane)
Pour l’article homonyme, voir Susan Peters.
Susan Peters, née le 30 mai 1980 au Nigeria, est une actrice du cinéma Nollywood
, plusieurs fois primée. Actrice de série télévisée, elle est également mannequin, designer d'intérieur et propriétaire d'un salon de beauté. En 2011, elle remporte le prix de la meilleure actrice Afro Hollywood, pour son rôle dans Bursting Out, le prix de la meilleure actrice dans un second rôle, en 2011, au NAFCA Awards (Nollywood and African Film Critics Awards) et le même prix au BON 2011 (Best Of Nollywood).

## Filmographie
La filmographie de Susan Peters, comprend les films suivants  : 
| Année | Titre                      | Rôle         | Directeurr                         | Autres acteurs                                                           |
| ----- | -------------------------- | ------------ | ---------------------------------- | ------------------------------------------------------------------------ |
| 2002  | Wasted Effort              | Masie Ayoade | Andy Amanechi                      | Ramsey Nouah, Rita Dominic, Muna Obiekwe                                 |
| 2002  | The Hammer                 |              | Izu Ojukwu                         |                                                                          |
| 2002  | Songs of Sorrow            |              | Kabat Esosa Egbon                  | Tunde Alabi, Ini Edo, Pat Attah, Maureen Solomon, Muna Obiekwe           |
| 2002  | 11 days, 11 Nights         |              | Kabat Esosa Egbon                  | Pat Attah, Dakore Egbuson, Yemi Blaq                                     |
| 2003  | Squad 23                   |              | Tarila Thompson                    | Saint Obi, Liz Benson, Enebeli Elebuwa, Gentle Jack, Ejike Asiegbu       |
| 2003  | State of Emergency 2       |              | Teco Benson                        | Ejike Asiegbu, Bimbo Manuel, Saint Obi                                   |
| 2003  | The Begotten               |              | E. O'Squires Ogbonnaya             | Ini Edo, Rita Dominic, Ngozi Ezeonu                                      |
| 2003  | The President Must Not Die |              | Zeb Ejiroz                         | Ufuoma Ejenobor                                                          |
| 2004  | Stolen Bible               |              | Emeka Nwabueze                     | Emeka Ani, Kate Henshaw-Nuttal, Benedict Johnson, Chinyere Nwabueze      |
| 2004  | War Front 2                |              | Teco Benson                        | Festus Aguebor, Sam Dede, Steve Eboh, Enebeli Elebuwa                    |
| 2004  | Saving the Crown           |              | Lancelot O. Imasuen                | Patience Ozokwor, Jim Iyke, Festus Aguebor, Emmanuel Francis             |
| 2004  | Wild Wind                  |              |                                    |                                                                          |
| 2004  | Second Adam                |              | Theodore Anyanji                   | Chioma Chukwuka, Eucharia Anunobi, Mike Ezuruonye                        |
| 2005  | Life is Beautiful          |              |                                    | Pete Edochie, Stephanie Okereke                                          |
| 2005  | Immoral Act                |              | Obi Okor                           | Kanayo O Kanayo, Moses Armstrong                                         |
| 2005  | 30 Days                    |              | Mildred Okwo                       | Genevieve Nnaji, Joke Silva, Segun Arinze                                |
| 2005  | Moment of Truth            |              | Lancelot Oduwa Imasuen             | Chioma Chukwuka, Mike Ezuruonye, Benedict Johnson                        |
| 2006  | Behind the Plot            |              | Nonso Emekaekwue, Ikechukwu Onyeka | Desmond Elliot, Benedict Johnson, Stephanie Okereke                      |
| 2006  | Young Masters              |              | Ikechukwu Onyeka                   | Osita Iheme, Chinedu Ikedieze, Benedict Johnson                          |
| 2006  | Ghetto Language            |              | Sunny Okwori                       | Kelvin Books, Ini Edo and Desmond Elliot                                 |
| 2006  | Good Mother                |              | Amayo Uzo Philips                  | Stephen Ahanaonu, Ifeanyi Egbulie, Osita Iheme                           |
| 2006  | Nollywood Hustlers         | Pauline      | Moses Inwang                       | Uche Jombo, Charles Inojie, Monalisa Chinda, Ramsey Nouah, Ejike Asiegbu |
| 2009  | Timeless Passion           |              | Desmond Elliot                     | Desmond Elliot, Ramsey Nouah, Uche Jombo, Mona Lisa Chinda               |
| 2009  | Bursting Out               | Ibiere       | Desmond Elliot, Daniel Ademinokan  | Genevieve Nnaji, Majid Michel, Desmond Elliot, Omoni Oboli               |
| 2010  | Catwalk Series (TV)        |              | Frank Rajah Arase                  | Monalisa Chinda, Uru Eke, Memory Savanhu,                                |
| 2010  | Black Heat                 |              |                                    | Tricia Esiegbe                                                           |
| 2011  | The Ransom                 |              | Aquila Njamah                      | Patience Ozorkwor, Funke Akindele, Jerry Amilo, Victor Esezobor          |
| 2011  | Love Entrapped             |              |                                    | Wendy and Desmond Elliot                                                 |
| 2014  | Champagne (en)             |              | Emem Isong                         | Majid Michel, Alexx Ekubo, Tana Adelana                                  |

## Source de la traduction
- (en) Cet article est partiellement ou en totalité issu de l’article de Wikipédia en anglais intitulé « Susan Peters (Nigerian actress) » (voir la liste des auteurs).